# Sarah Joy Kabanuck
Sarah Joy Miller (nacida Kabanuck; 1979, Estados Unidos) es una soprano estadounidense.

## Biografía
Estudió de la Universidad Estatal de California en Northridge.
Fue finalista en las audiciones de la New York Metropolitan Opera y finalista en Los Ángeles. 
Obtuvo premios de Palm Springs Opera Guild.
Fue el beneficiaria de la Beca Elizabeth Parham Vocal.

## Trayectoria profesional
Sarah Joy Kabanuck, con voz de Soprano lírico spinto, fue elogiada por The New York Times como "vivaz y valiente" y es reconocida como una de los más emocionantes sopranos jóvenes en debutar en los últimos años. 
En la temporada 2012/2013 Sra. Miller hizo su debut en la New York City Opera y consiguió un con gran éxito cantando el papel principal de Anna Nicole Smith en la Royal Opera House de Londres. 
También destacó en su regreso a Palm Beach Opera como Violetta en La Traviata y en sus actuaciones de Carmina Burana con la Sinfónica de Dallas.
Aspectos destacados de temporadas anteriores incluyen su debut en Michigan Opera Theater en 2011, el interpretando a Gilda en Rigoletto.
Interpretó también a Musetta en La bohème en Symphony Space de Nueva York; Micaela en Carmen en la Nueva York Lyric Opera, y Violetta en La Traviata con Long Island Opera. 
Hizo su debut operístico profesional cantando Mimi en la aclamada producción de Broadway de La bohème de Puccini, de Baz Luhrmann y pasó a repetir el papel en el Teatro Ahmanson de Los Ángeles. 
En la Hong Kong Opera cantó con la Orquesta Filarmónica de Hong Kong y también ha aparecido en los lugares en los Estados Unidos como Fiordiligi en Così fan tutte, Marguerite en Faust, y el papel principal de Donizetti Lucía de Lammermoor. 
También actuó en concierto con Marcello Giordani en la celebración de la recién creada Fundación Marcello Giordani y fue seleccionado como solista con el Festival de Música de San Bart.

## Discografía
En 2013 lanzó su álbum debut de arias, titulado Un sueño glorioso, grabado con la Orquesta Filarmónica Pannon y dirigida por el maestro Steven Mercurio en Pécs, Hungría.